# Königstraße (Hamburg)
Die Königstraße ist eine rund 1300 Meter lange Straße in Hamburg-Altona-Altstadt und zählt zum Hauptverkehrsstraßennetz von Hamburg. Sie hat den amtlichen Straßenschlüssel K325.

## Lage und Verkehr

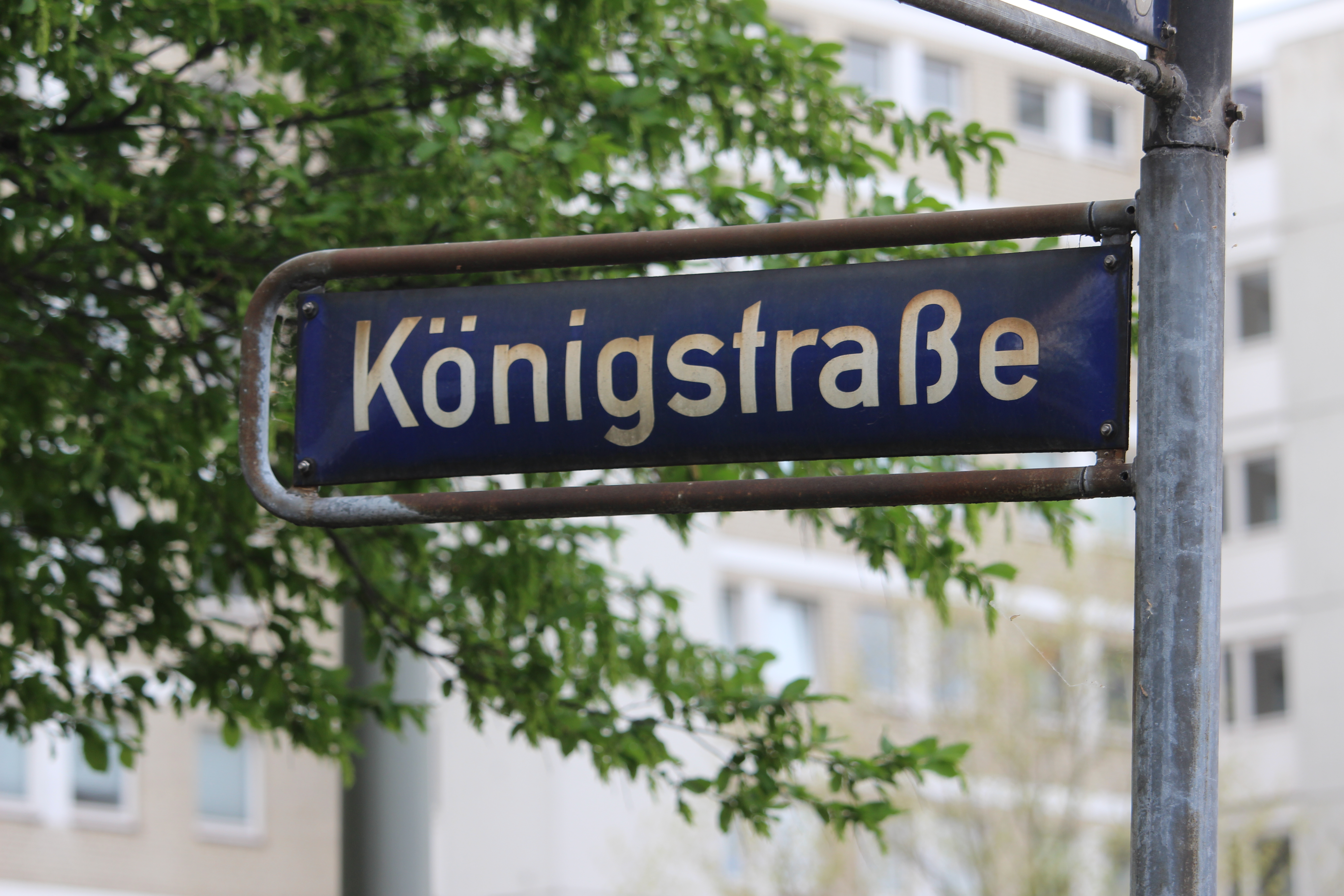
Straßenschild

Die Königstraße beginnt am Nobistor und setzt heute den Straßenverlauf der Reeperbahn nach Westen fort. Sie führt dabei nördlich parallel zur Palmaille bis zum Platz der Republik an der Kreuzung mit der Max-Brauer-Allee vor dem Altonaer Rathaus. Die Königstraße verfügt über eine Fahrspur je Richtung für den motorisierten Verkehr sowie je einen bis zu 2,5 m breiten Radfahrstreifen. 2024 sollen Protektionselemente zwischen Radfahrstreifen und regulärer Fahrbahn errichtet werden.[veraltet] Bis 2021 verfügte die Königsstraße über 2 Fahrspuren je Fahrtrichtung für den motorisierten Verkehr; Radwege waren in der Regel baulich angelegt und circa 1 bis 1,5 m breit.
Im westlichen Abschnitt der Königstraße zwischen der Kreuzung Max-Brauer-Allee und der Einmündung Mörkenstraße liegt die durchschnittliche tägliche Verkehrsstärke an Werktagen (Montag bis Freitag) bei ca. 15.250 Kfz/24 Stunden mit einem Schwerverkehrsanteil von circa 3,4 %, im östlichen Abschnitt zwischen der Einmündung Mörkenstraße und dem Übergang in die Reeperbahn bei ca. 22.400 Kfz/24 Stunden. Der Schwerverkehrsanteil liegt dort bei ca. 4,6 %.
Zwischen Mörkenstraße und dem Platz der Republik ist die Straße in Richtung Bahnhof Altona Teil der Hamburger Veloroute 12.

## Historie

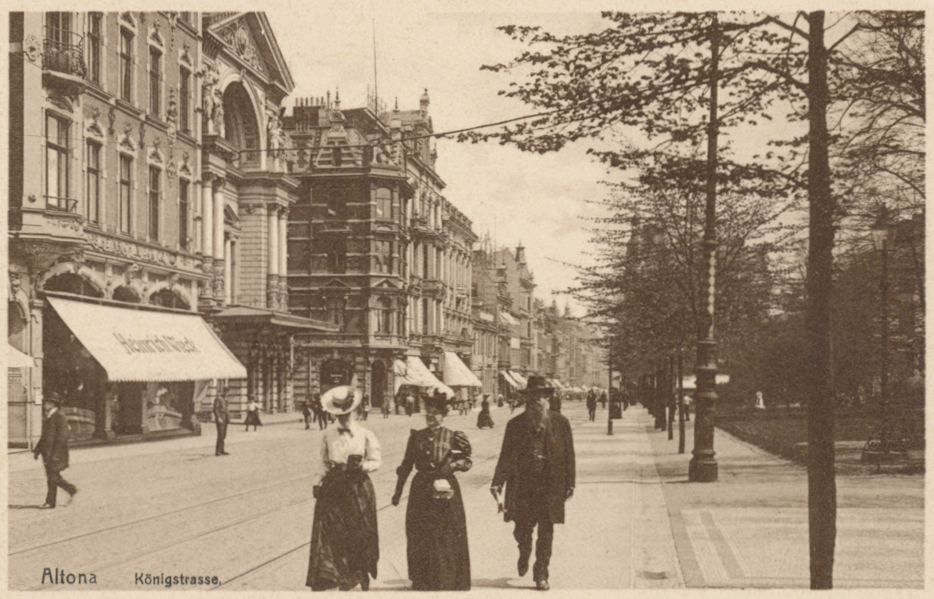
Königstraße im Jahr 1908

Besonders im ausgehenden 19. Jahrhundert war die Königstraße eine zentrale Verbindung in der damals selbstständigen Stadt Altona (Elbe). An ihr befanden sich unter anderem das Alte Altonaer Rathaus und das erste Altonaer Krankenhaus. Von etwa 1938 bis 1945 hieß sie Hinrich-Lohse-Straße.
Im Zweiten Weltkrieg wurden auch entlang der Königstraße viele Gebäude zerstört oder beschädigt. In den 1950er Jahren lag sie im Bereich der Verordnung zur Gestaltung von Neu-Altona, die eine weitgehende städtebauliche Überplanung Altonas vorsah. Wohn- und Gewerbegebiete sollten überwiegend getrennt werden. Statt der zuvor vorhandenen dichten Blockrandbebauung sahen die Stadtplaner, darunter Ernst May, nun eine Zeilenbebauung und Hochhäuser vor. Für die Verkehrsanbindung mit dem Kfz waren deutlich verbreiterte Straßen vorgesehen. Während die Umsetzung von „Neu-Altona“ in anderen Gebieten des Stadtteils stockte und schließlich aufgegeben wurde, wurden entlang der Königstraße nur wenige Altbauten wieder aufgebaut. Die Bebauung entlang der Königstraße entspricht damit an vielen Stellen noch den Vorstellungen der 1950er Jahre. Am Westende wurde die Königstraße in der Zeit des Wiederaufbaus um wenige Meter nach Norden verschoben. Der historische Straßenverlauf besteht weiter und trägt nunmehr den Namen Alte Königstraße.

## An der Straße

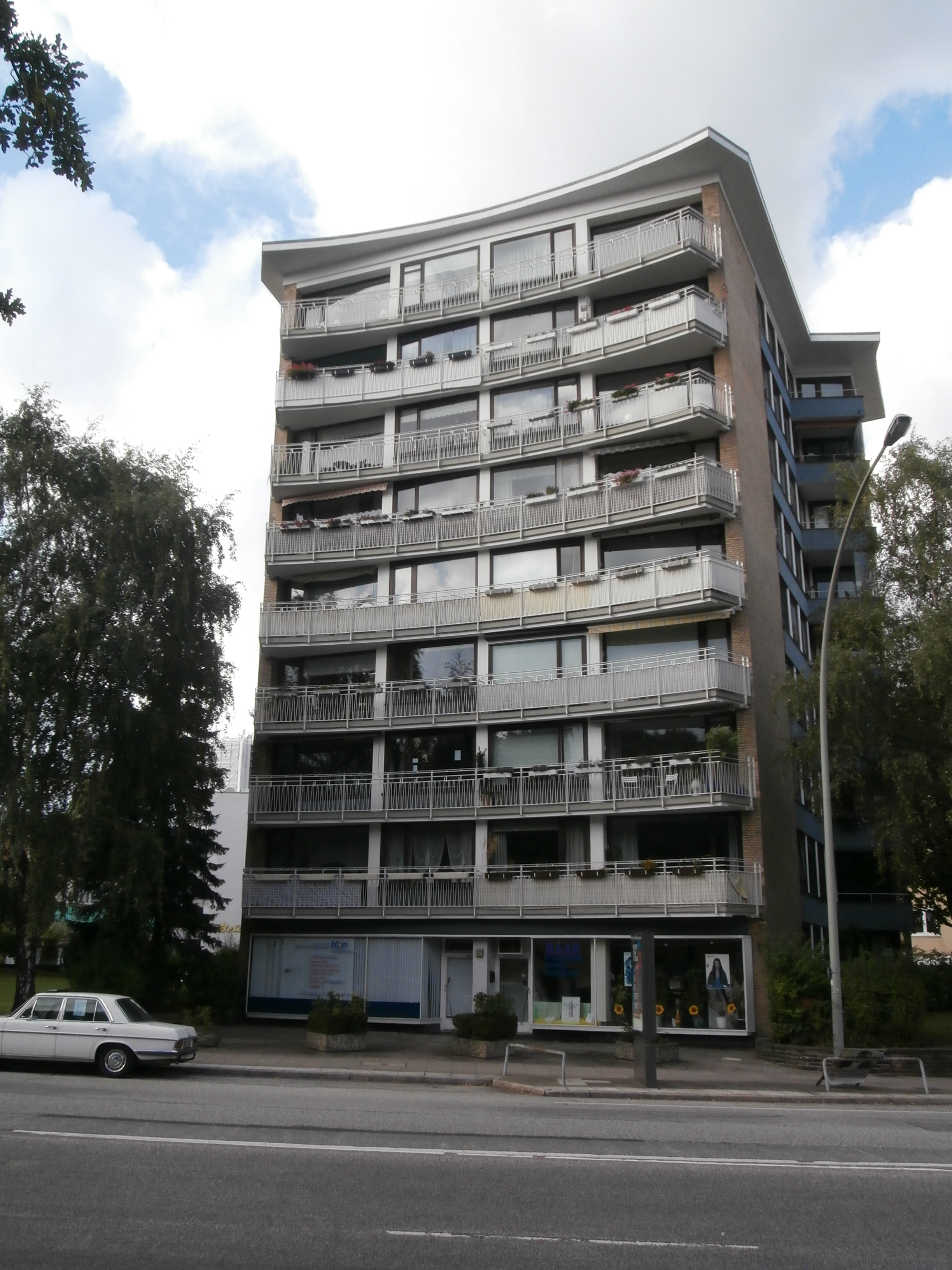
In den 1950er Jahren erbautes Wohn-Hochhaus an der Königstraße 12, unter Denkmalschutz

Südlich der Königstraße befindet sich die Hauptkirche St. Trinitatis. Nach Westen folgt eine größere Fläche, auf der zuletzt die Schule Königstraße untergebracht war. Nach deren Abriss ist ein Neubau für das Struensee-Gymnasium, ein deutsch-französisches Gymnasium und eine Grundschule vorgesehen. Westlich davon liegt der Schleepark auf der Fläche des ehemaligen Heilig-Geist-Kirchhofs und sodann einige Rotklinker-Wohnhäuser und auf Höhe Professor-Brix-Weg eine Wohnhochhaus-Zeile. 
Nördlich der Königstraße befindet sich der Jüdische Friedhof Altona. Im weiteren Verlauf Richtung Westen befinden sich zwischen Elmenhorst- und Behnstraße noch einige Altbauten aus der Vorkriegszeit, sonst bestimmen flache Zeilenbauten und Wohnhäuser aus der Nachkriegszeit das Bild.

### Denkmäler
Einige der Häuser an der Königstraße stehen unter Denkmalschutz:
- Das Hochhaus Königstraße 12 aus dem Jahr 1958
- Das Haus Königstraße 26 aus dem Jahr 1899
- Die Häuser Königstraße 30 und 32 aus dem 19. Jahrhundert
- Die Wohnhäuser Königstraße 41 und 43 aus dem Jahr 1953

## S-Bahnhof
Nahe der Einmündung Elmenhorststraße befindet sich ein gleichnamiger S-Bahnhof, der im Zuge der Citytunnel-Verlängerung 1979 eröffnet wurde. Dort halten die S-Bahn-Linien S1 und S3.